# Re bemoll major
Re bemoll major (també Re♭M en la notació europea i D♭ en la notació americana) és la tonalitat que té l'escala major a partir de la nota re♭. Així, la seva escala està constituïda per les notes re♭, mi♭, fa, sol♭, la♭, si♭ i do. La seva armadura té cinc bemolls (la, si, re, mi, sol). El seu relatiu menor és la tonalitat de si bemoll menor, i la tonalitat homònima és re bemoll menor. El seu equivalent enharmònic és do sostingut major.
En la música per a arpa, la tonalitat de re bemoll major és preferible a la seva enharmònica, en do sostingut major, no només perquè les cordes de l'arpa són més ressonants en les posicions amb bemolls, sinó perquè la modulació a la dominant és més fàcil de realitzar, posant el pedal de sol bemoll en posició normal quan no hi ha posició de doble sostingut per al pedal de fa en sol sostingut major.
Hector Berlioz, en el seu Grand Traité d'Instrumentation et d'Orchestration modernes (1856) va definir aquesta tonalitat com a "majestuosa", mentre que tenia una opinió molt diferent de la seva tonalitat enharmònica. En sinestèsia és utilitzada per representar el color malva.
El Concert per a piano núm. 1 de Piotr Ilitx Txaikovski està en si bemoll menor, tot i que el famós tema inicial està en re bemoll major.